# Jack Thayer
John Borland Thayer III dit Jack Thayer, né le 24 décembre 1894 et mort le 20 septembre 1945, est un passager de première classe sur le Titanic, qui a survécu après que le navire a heurté un iceberg et coulé dans la nuit du 14 au 15 avril 1912. 
Âgé de 17 ans au moment des faits, il est l'un des rares passagers à avoir survécu en sautant dans l'océan glacial. Il a ensuite écrit et publié en privé son souvenir du naufrage en 1940.

## Biographie
John (Jack) Borland Thayer III est né dans la famille Thayer, une riche famille aristocratique américaine. Il est le fils de John Borland Thayer, administrateur et deuxième vice-président de la compagnie de chemin de fer de Pennsylvanie, et son épouse Marian Longstreth Morris. Il a trois frère et sœurs : Frederick Morris, Margaret et Pauline.

## À bord du Titanic
À l'âge de 17 ans, Jack Thayer voyage en Europe avec ses parents (mais sans son frère ni ses sœurs) et une femme de chambre, nommée Margaret Fleming. Ils montent à bord du Titanic à Cherbourg le mercredi 10 avril 1912, pour rentrer à New York. 
Dans son compte rendu privé de naufrage publié en 1940, Jack Thayer rappelle à quoi ressemblait la vie avant que le Titanic ne coule. « Il y avait la paix et le monde avait un ton égal. Rien n'était révélé le matin dont la tendance n'était pas connue la nuit précédente. Il me semble que la catastrophe sur le point de se produire était l'événement qui a non seulement fait se frotter les yeux au monde et l'a réveillé, mais l'a réveillé en sursaut en le faisant bouger à un rythme accéléré depuis, avec de moins en moins de paix, de satisfaction et de bonheur. Pour moi, le monde d'aujourd'hui s'est réveillé le 15 avril 1912 ».

## Le naufrage
La nuit du 14 avril 1912, peu après 23h30, après que le navire est entré en collision avec l'iceberg, Jack Thayer s'habille et se rend sur un pont à bâbord pour voir ce qui se passe. Ne trouvant rien, il se dirige vers la proue, où il peut à peine distinguer de la glace sur l'avant pont.[réf. souhaitée]
Jack Thayer réveille ses parents, qui l'accompagnent à bâbord du navire. Remarquant que le navire commence à prendre de la gîte sur bâbord, ils retournent dans leurs chambres pour mettre des vêtements plus chauds et des gilets de sauvetage. Ils retournent sur le pont, mais Jack Thayer perd de vue ses parents. Après une brève recherche, il présume qu'ils sont montés à bord d'un canot de sauvetage. Jack Thayer rejoint Milton Long, un autre passager qu'il a rencontré quelques heures auparavant. Milton Long et Jack Thayer tentent tous deux de monter à bord d'un canot de sauvetage, mais sont refoulés, possiblement en raison de la politique d'embarquement des femmes et des enfants d'abord. Jack Thayer propose de sauter du navire, car il est un bon nageur, mais comme Milton Long ne l'est pas, il s'oppose d'abord au saut.
Alors que le navire commence à gîter de plus en plus, les deux hommes tentent de sauter du côté, avec l'intention de nager en sécurité. Milton Long se lance en premier, sautant face au navire, et n'a jamais été revu. Jack Thayer s'élance du rail, le dos tourné vers le navire et poussant vers l'extérieur. Une fois dans l'eau, Jack Thayer parvient à atteindre le canot pliable B, l'un des derniers canots de sauvetage mis à l'eau ; il s'est retourné car une grosse vague l'a balayé du pont avant qu'il ait pu être descendu dans l'eau. Thayer et d'autres membres d'équipage et passagers, y compris l'officier de transmission junior Harold Bride, le colonel Archibald Gracie, le chef boulanger Charles Joughin et le deuxième officier Charles Lightoller (qui était le survivant le plus âgé de l’équipage) arrivent à maintenir le bateau renversé stable pendant quelques heures. Jack Thayer se rappelle plus tard que les cris de centaines de personnes dans l'eau lui rappelaient le bourdonnement aigu des sauterelles dans son pays natal Pennsylvanie.
Après avoir passé la nuit sur le pliable B renversé, Jack Thayer est mis en sécurité dans le canot de sauvetage n°12. Il est tellement bouleversé et gelé qu'il ne remarque pas sa mère dans le canot de sauvetage 4 à proximité. Elle ne le remarque pas non plus. Le canot de sauvetage 12 est le dernier canot de sauvetage à atteindre le Carpathia, le premier navire de sauvetage arrivé sur les lieux, à 8h30. Le père de Jack Thayer, n'ayant pas pu monter à bord d'un canot de sauvetage, périt dans le naufrage. 
Jack Thayer est l'une des quelque 40 personnes qui ont sauté ou sont tombées à l'eau et ont survécu.

## Après leTitanic
Jack Thayer obtient par la suite son diplôme de l'université de Pennsylvanie, où il est membre de la société d'honneur Saint Anthony Hall. Thayer est le vice-président financier de l'université de Pennsylvanie au moment de sa mort.
Le 15 décembre 1917, Thayer épouse Lois Buchanan Cassatt, fille d'Edward B. Cassatt et Emily L. Phillips. Son grand-père était Alexander Johnston Cassatt, président du Pennsylvania Railroad. Le couple a eu deux fils, Edward Cassatt et John Borland IV, et trois filles, Lois, Julie et Pauline. Un troisième fils, Alexander Johnston Cassatt Thayer, est décédé quelques jours après sa naissance en 1920. 
Pendant la Première Guerre mondiale, Thayer a servi comme officier d'artillerie dans l'armée américaine.

### Dernières années et suicide
Pendant la Seconde Guerre mondiale, les deux fils de Thayer se sont enrôlés dans les forces armées. Edward, 22 ans, un pilote de bombardier, a été porté disparu et présumé mort après que son avion a été abattu en octobre 1943 durant la guerre du Pacifique. Son corps n'a jamais été retrouvé. Lorsque la nouvelle est parvenue à Thayer, il est devenu extrêmement dépressif.
La mère de Thayer, Marian, est morte le 14 avril 1944, lors du 32e anniversaire de la collision et du naufrage du Titanic. Sa mort semble le pousser encore plus loin dans une spirale dépressive.
Il se suicide le 20 septembre 1945 de désespoir. Il est retrouvé mort dans une voiture à l’angle de la 48th Street et de Parkside Avenue à West Philadelphia, la gorge et les poignets coupés. Il est enterré au cimetière de l'église du Rédempteur à Bryn Mawr, Pennsylvanie.

## Publication
En 1940, Jack Thayer a publié lui-même ses expériences du naufrage du Titanic dans une brochure intitulée Le naufrage du Titanic ; 500 exemplaires ont été imprimés pour la famille et les amis. Robert Ballard a utilisé le compte rendu de Thayer pour déterminer le lieu de l'épave. La découverte de l'épave a permis de prouver que le navire s'était divisé en deux avant de couler. Thayer, parmi d'autres survivants, a rapporté qu'il s'était brisé en deux morceaux, mais d'autres ont rapporté qu'il avait coulé en un seul morceau, et la question est restée en suspens jusqu'à ce que l'épave soit retrouvée.
Ses écrits ont été perdus pendant plusieurs décennies puis retrouvés. Ils ont été publiés en 2012 à l'occasion du centenaire du naufrage du Titanic.
Le récit de Thayer est parfois inclus dans le récit du naufrage du compagnon survivant Archibald Gracie, dans les éditions modernes du livre de Gracie  Titanic: A Survivor's Story.